# Porteur de l'éventail à la droite du roi
Porteur de l'éventail à la droite du roi est une charge importante en Égypte ancienne, souvent dévolue à un parent du roi, et qui devient héréditaire créant ainsi une classe de fonctionnaires. Cette fonction est particulièrement enviée à la cour de pharaon tout comme celle de secrétaire du roi, d'officier de bouche, de porte-parasol ou de porte-sandale.

## Historique

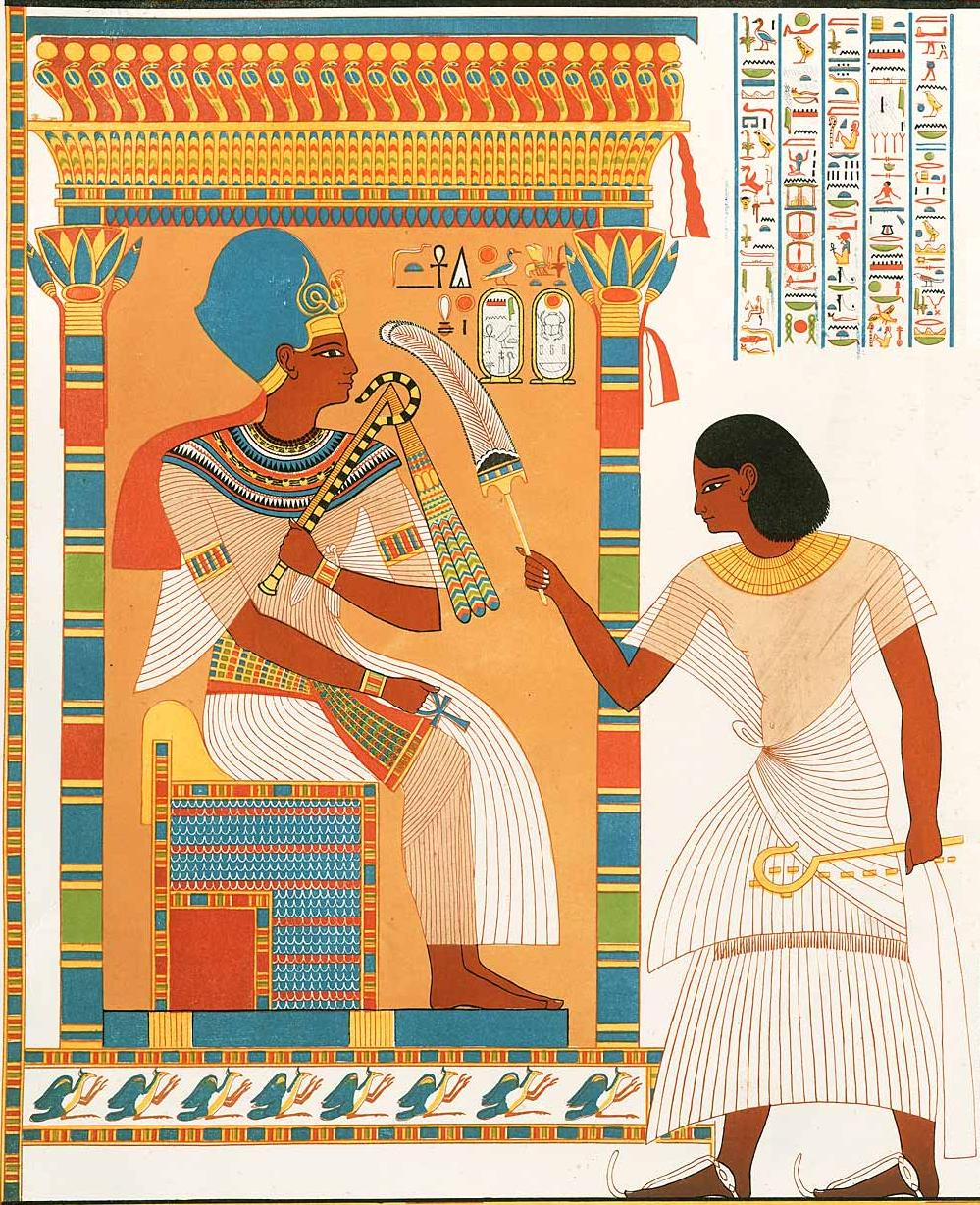
Le vice-roi de Koush agitant l'éventail à plume unique indiquant son rang de porte-éventail du roi. Peut-être s'agit-il d'Amenhotep Houy devant le jeune pharaon Toutânkhamon. Dessin (copié sur place) extrait de Monuments d'Égypte et d'Éthiopie de Karl Richard Lepsius, 1849.

Si les porteurs d'éventail font déjà partie de l'entourage du souverain depuis des siècles, la création du titre de « Porteur de l'éventail à la droite du roi » correspond à un rôle plus protocolaire mais implique aussi une relation personnelle très étroite et confiante, intime ou officielle, avec le roi. Il est apparu sous le règne d'Amenhotep II.

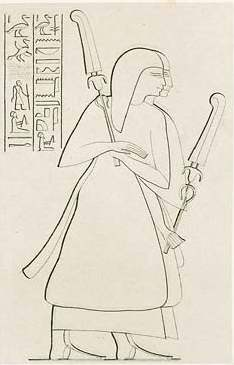
Amenemopet (fils de Paser), comme lui vice-roi de Koush, porte l'éventail simple (ou « flabellum-sceptre ») indiquant son office de « Porteur de l'éventail à la droite du roi » (Monuments d'Égypte et d'Éthiopie, Karl Richard Lepsius, 1849)

Au cours de la période d'Amenhotep II et de Thoutmôsis IV, le titre a été porté par des fonctionnaires importants comme le vice-roi de Koush ou l'intendant en chef du roi et plusieurs tuteurs, comme Sennedjem sous Toutânkhamon. Par la suite, une véritable « dynastie » de vice-rois de Koush a administré la Nubie de père en fils pour le compte de pharaon, et a servi sous six pharaons successifs de Toutânkhamon à Ramsès II ! Il s'agit d'Amenhotep Houy, de son fils Paser et de son petit-fils Amenemopet. Le premier et le troisième ont eux aussi cumulé leur haute charge de vice-roi avec le titre particulièrement honorifique de « flabellifère à la droite de pharaon ». Plus tard, un autre vice-roi de Koush : Sétaou, sous Ramsès II, sera aussi son porte-éventail à sa droite. 
Parmi d'autres détenteurs importants de ce titre on trouve par exemple Maiherpri, probablement un prince de sang royal qui a été enterré dans la vallée des Rois, sous le règne de Thoutmôsis IV lors de la XVIIIe dynastie. Le général et futur pharaon Horemheb sera aussi un temps porte-éventail sous Toutânkhamon.

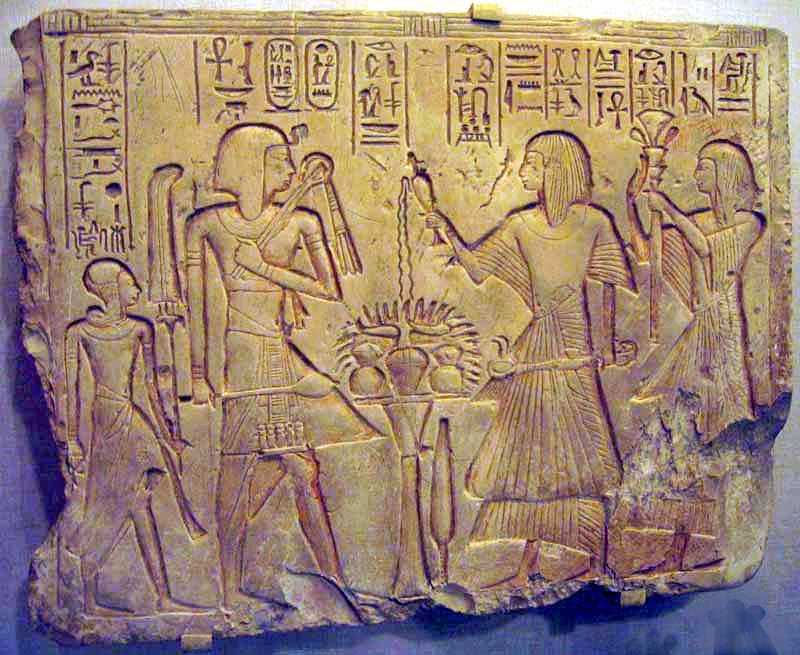
Tout à gauche, le jeune prince et futur Ramsès II est représenté en « porteur de l'éventail à la droite » de son père, le pharaon Séthi Ier.

Une stèle privée, datant de la XIXe dynastie au XIIIe siècle avant notre ère et découverte à Saqqarah, montre de droite à gauche les figures des scribes-prêtres Amonouahsou et son fils Tia (gendre de Séthi Ier) honorant tous deux la figure divinisée du pharaon Séthi Ier. Derrière ce dernier mais à la droite du roi, le prince Ramsès est figuré en flabellifère, arborant encore la mèche de l'enfance et accompagné de la légende « le fils royal de son ventre, son aimé, Ramsès »,.
Une autre inscription, sur l'îlot Hassawanarti jouxtant l'île Éléphantine, met en scène les deux mêmes grands personnages, et donne des exemples de fonctions associées à la charge de porte-éventail montrant que celle-ci n'était pas purement honorifique : sous une représentation de son père Séthi Ier faisant des offrandes au dieu Khnoum, le futur Ramsès II est représenté en porte-éventail du pharaon et la légende indique « le flabellifère à la droite du roi, le grand responsable de la troupe dans tous les monuments, le scribe royal véritable, son aimé, le prince héritier et fils royal Ramsès ». Séthi Ier a fait rénover les sanctuaires d'Éléphantine, et cette inscription renvoie probablement aux responsabilités que devait assumer le prince Ramsès pour mener ces travaux,.

## Descriptif

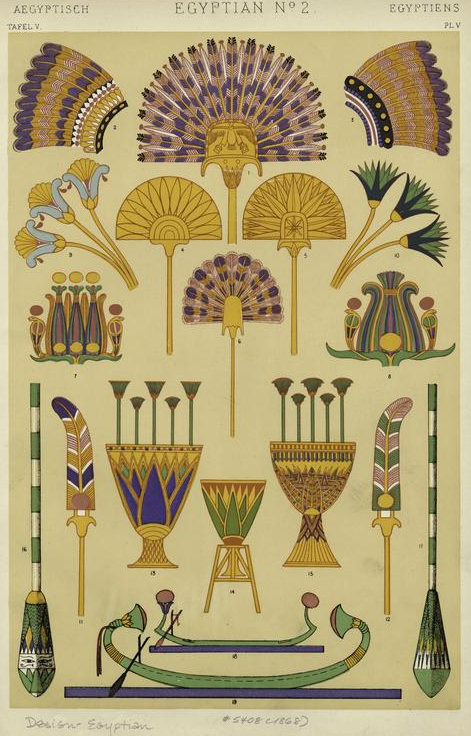
Motifs de lotus, bateaux, rames et éventails d’Égypte ancienne. Les « flabellums-éventails » d'apparat à plumes multiples voisinent avec les « flabellums-sceptres » à une seule plume (1868 New York Public Library, échelle variable).

Les scènes de cette époque représentant les porteurs d'éventail les montrent tenant un éventail étroit et de longueur moyenne avec une seule plume au sommet d'une baguette dorée et relativement sobre. Cet éventail réduit ressemble plus à une sorte de « sceptre » dont la fonction est désormais symbolique, servant d'insigne de la haute dignité de son porteur, plutôt que pour éventer réellement le pharaon ou le protéger du soleil (voir les illustrations ci-dessus, à la section précédente, et les images comparées des deux formes dans l'illustration ci-contre). 
Il diffère assez nettement en tout cas des grands flabellums d'apparat, aux nombreuses plumes d'autruche largement déployées (jusqu'à trente plumes rassemblées en éventail, voir illustration ci-contre), comme ceux que l'on a découverts dans l'hypogée de la tombe de Toutankhamon : ces grands éventails comportent une longue hampe en bois doré couverte de hiéroglyphes sur un côté et soutenant à son faîte une sorte de palette ou plaque semi-circulaire qui est fichée sur la hampe. 
Cette plaque, à sa base, est munie de deux ergots, comme sur l'éventail-“sceptre” à plume unique : c'est un « motif en forme de papyrus à l'ombelle allongée et recourbée de chaque côté (motif que l'on retrouve sur les manches de miroirs de l'époque) ». 
La plaque-support des plumes de l'un d'entre eux est en or massif sculpté et décorée sur ses deux faces d'une scène de chasse à l'autruche par le jeune Toutânkhamon sur son char (laquelle explique justement la provenance des précieuses plumes) ; « la tranche de cette plaque est trouée régulièrement pour recevoir trente plumes d'autruche ». 

Ânkh :
la « croix de Vie » égyptienne est vue comme le corps schématisé d'un flabellifère sur un éventail de la tombe de Toutânkhamon.

Le plus souvent, les grandes plumes du flabellum n'ont pas survécu au passage des siècles (sauf exception). 
Dans la première scène cynégétique au recto et à gauche de la plaque de ce grand éventail, on distingue derrière le char de pharaon et à sa droite un étrange petit personnage qui porte, justement, un grand éventail grâce auquel il semble protéger les arrières du roi. Or le corps de ce petit flabellifère est curieusement et comme abstraitement représenté par une grande « croix de vie et d'éternité » ou ânkh, attribut des dieux et de pharaon, dont le hiéroglyphe signifie « vie » (comme dans son nom Tout[ânkh]amon = « Image vivante d'Amon » ou réincarnation terrestre du dieu). Ce dessin concrétise le fait que la croix de vie ânkh peut  figurer schématiquement un corps humain dressé, les bras ouverts surmontés de l'ovale de la tête. En tout cas l'image de ce personnage représente bien, métaphoriquement et symboliquement, la fonction de protection que le porte-éventail assume auprès de pharaon.    
Ainsi qu'en témoigne la fresque (reproduite ci-dessus section précédente) mettant en scène Amenhotep Houy (avec l'éventail simple à plume unique) devant Toutânkhamon, il est vraisemblable que les deux formes : « éventail-sceptre » à une plume (du porte-éventail à la droite du roi) et grand flabellum d'apparat somptueux avec profusion de plumes (comme ceux du tombeau de Toutânkhamon) ont longtemps coexisté, chacune correspondant à un usage, une fonction et une charge différentes, tout en en partageant la symbolique fondamentale.